# Gladiador Borghese
Gladiador Borghese es la denominación historiográfica de una escultura de mármol de tamaño natural de estilo helenístico que representa un luchador, tallada en Éfeso en el siglo I a. C. Está firmada por Agasio de Éfeso, a quien también se le llamó Agasio, hijo de Dositeo.

## Recuperación
Fue hallada en Nettuno en el año 1611 e incorporada a la Colección Borghese de Roma. En la Villa Borghese dispuso de una sala con su nombre en la planta baja. Camillo Borghese la vendió a Napoleón en 1807, y fue trasladada a París cuando la Colección Borghese fue adquirida para engrosar los fondos del Museo del Louvre, donde actualmente se conserva.
En el siglo XVII se llevó a cabo una restauración errónea de la estatua, ya que se pensó que representaba a un gladiador. Estaba entre los trabajos de la antigüedad más admirados y copiados en el siglo XVIII, proporcionando a escultores un Canon de dimensiones. Fue sacado un molde vaciado en bronce para Carlos I de Inglaterra (ahora en Castillo de Windsor), y otra copia realizada por Hubert Le Sueur, fue instalada por Isaac de Caus como elemento central del parterre en Wilton House; esa reproducción fue cedida a Sir Robert Walpole por el 8.º Conde de Pembroke y es el centro focal del patio de entrada de Houghton House (desarrollado por el arquitecto William Kent en Norfolk). Otras copias pueden ser encontradas en Petworth House y en el Green Court de Knole (ver imagen).

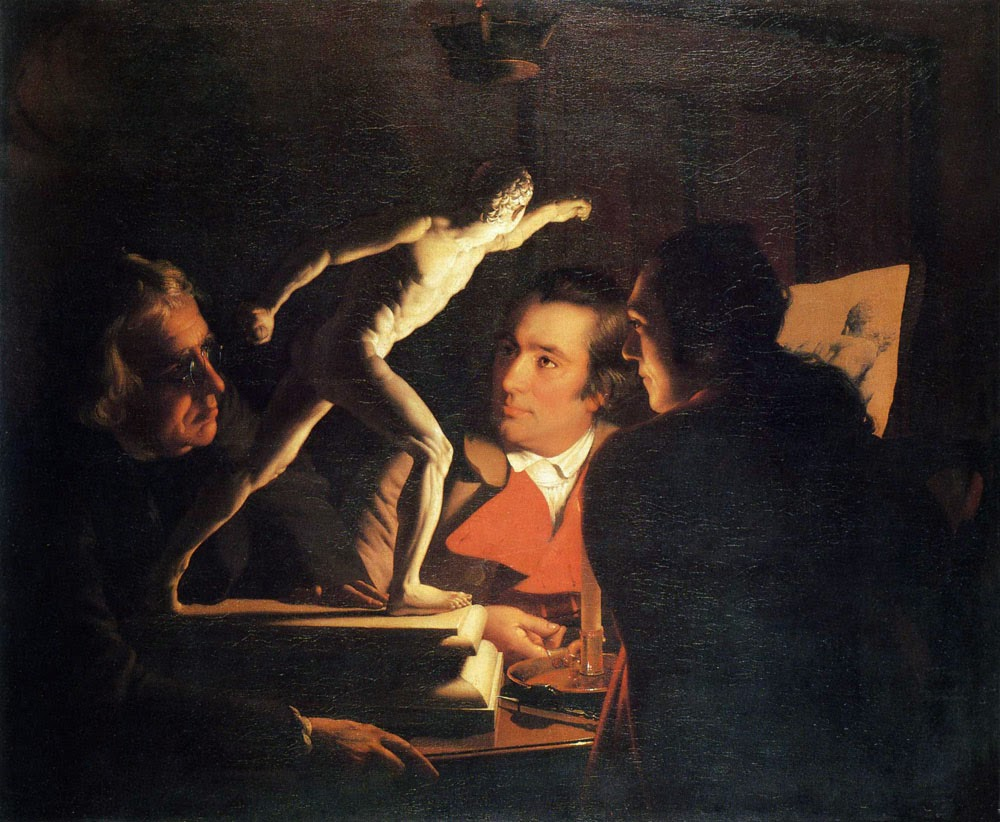
Tres personas mirando al Gladiador con un candil, por Joseph Wright of Derby, 1765
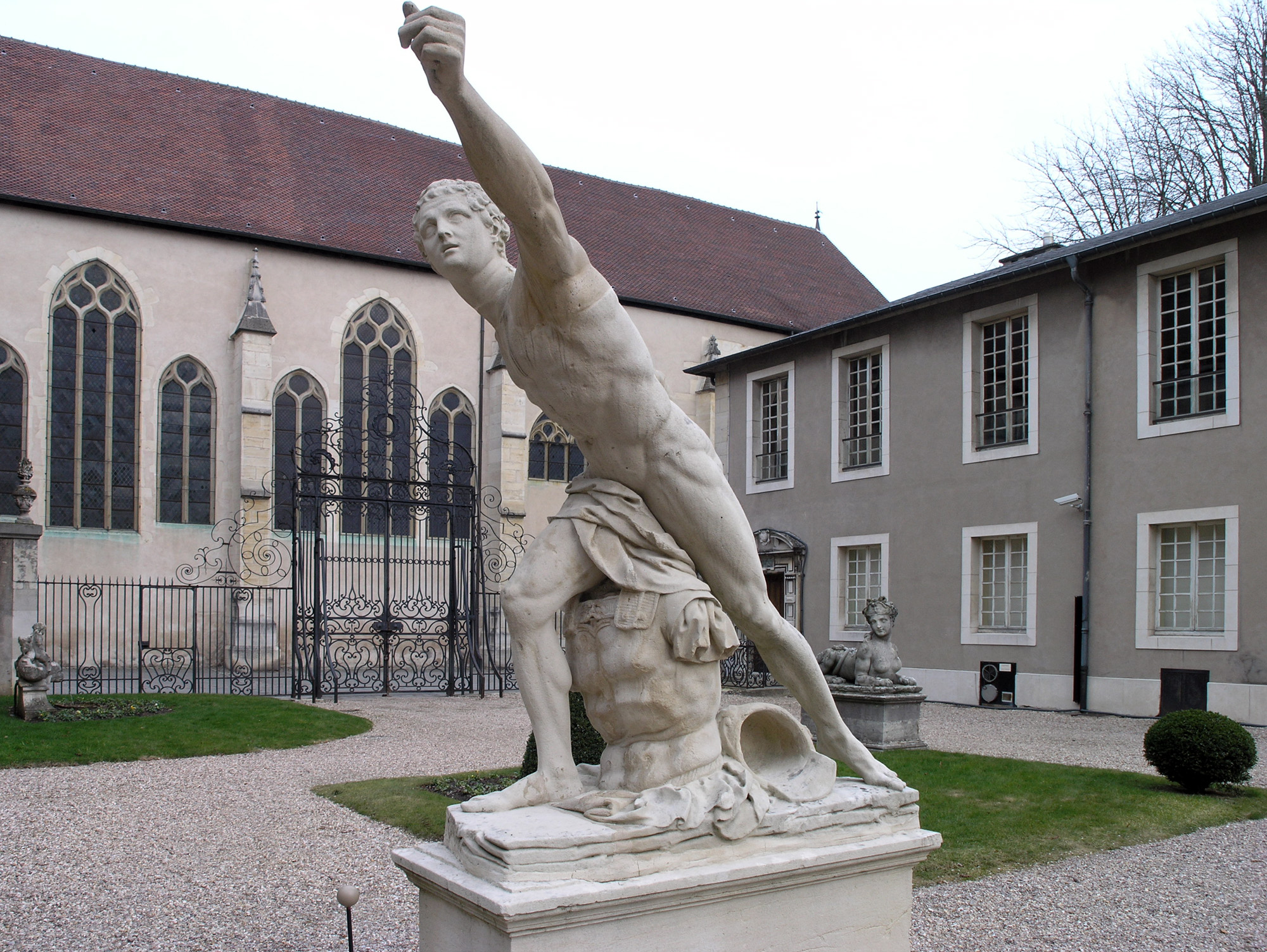
Una copia del siglo XVIII en el Musée Lorrain, Nancy.
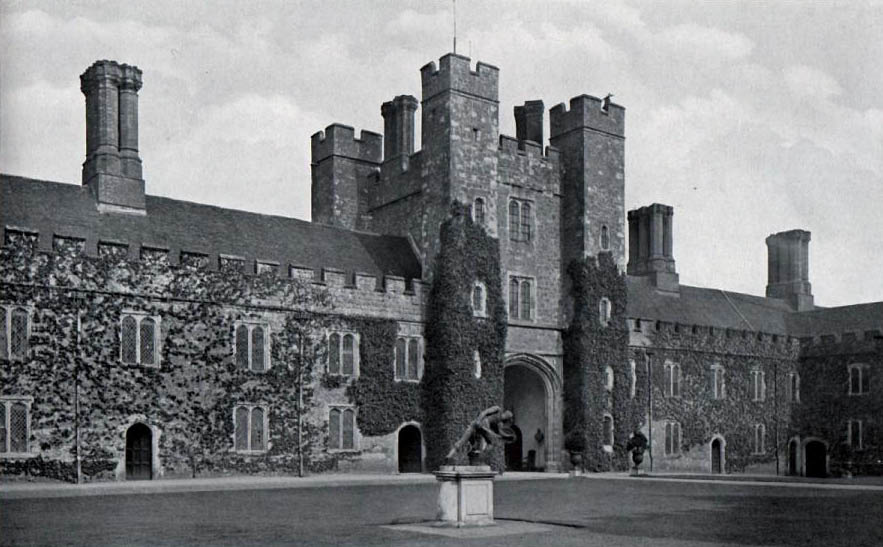
El Green Court de Knole, con una copia en el centro (centre)

## En la pintura
- Habiendo visto la escultura en sus viajes por Italia, Rubens la incluyó en una de las escenas del círculo alegórico de pinturas para María de Medici en el Palacio del Luxemburgo (1621–1630). El personaje de Furo está en la misma postura que la estatua, vista desde atrás.[4]
- Una copia en yeso aparece entre el instrumental de estudio de un pintor en el autorretrato atribuido a Pedro de Moya en el Museo de Bellas Artes de Burdeos.
- En el cuadro de John Singleton Copley, Watson y el tiburón, la figura en el agua, Brook Watson, está basada en la postura de la estatua.
- Aunque no pertenecía a la Colección Nacional Francesa, era conocido el gladiador, cuando Menageot lo incluyó en el fondo de su "Muerte de Leonardo da Vinci en los brazos de Francisco I" en el año 1781. El pintor probablemente lo viera directamente en la Villa Borghese durante su permanencia en la Academia de Francia en Roma en el periodo de 1769 hasta 1774). Sin embargo, esta inclusión, supone un anacronismo en tanto que Leonardo falleció en el año 1519, aproximadamente noventa años antes de que la estatua fuera descubierta.
- En el cuadro "El primer eslogan" (1924) del pintor ruso Nikolai Borisovich Terpsikhorov, aparece una copia de la estatua vista desde su ángulo izquierdo, junto a otra de la Venus de Milo.

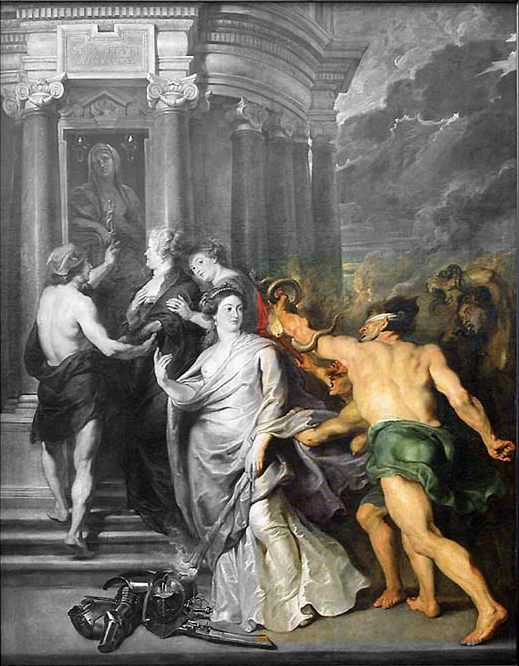
La paz concertada en Angers, por Rubens (Louvre) - La figura de Furo de abajo a la derecha.
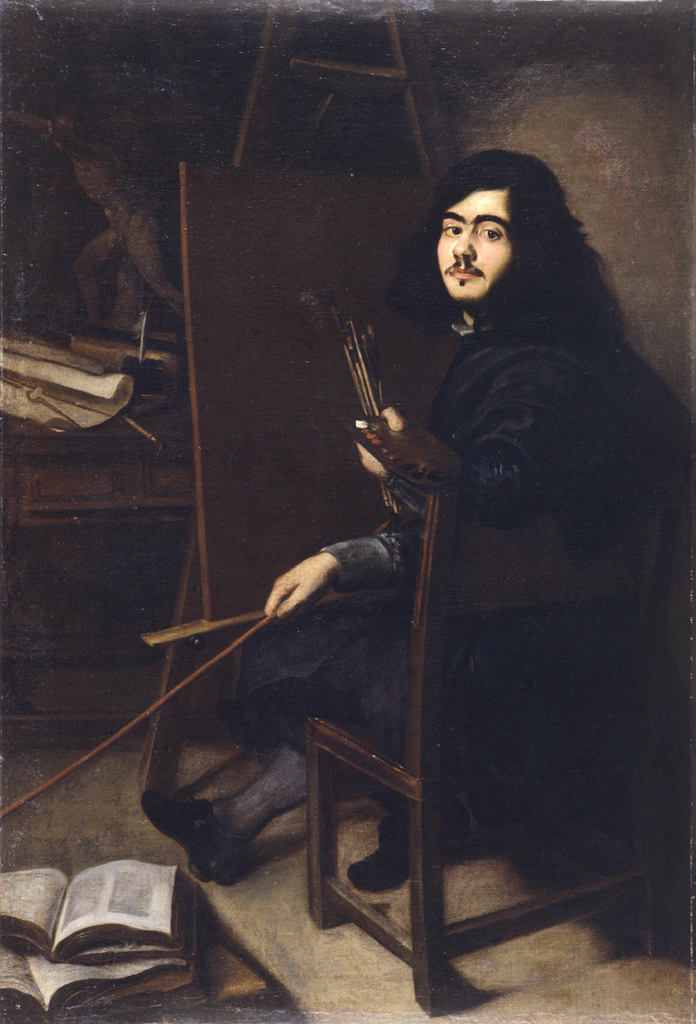
Retrato de un pintor atribuido a Pedro de Moya.
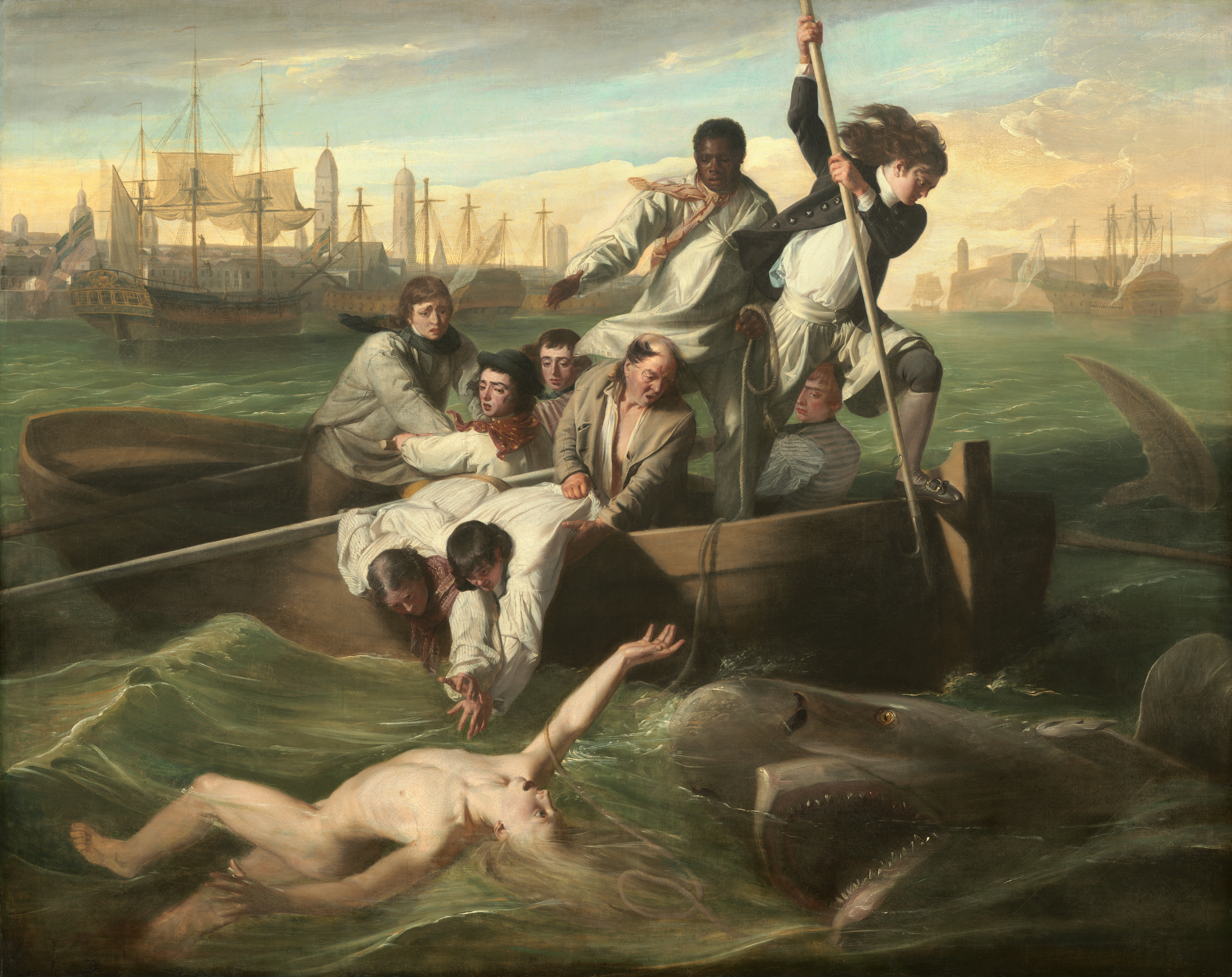
Watson y el tiburón de John Singleton Copley.
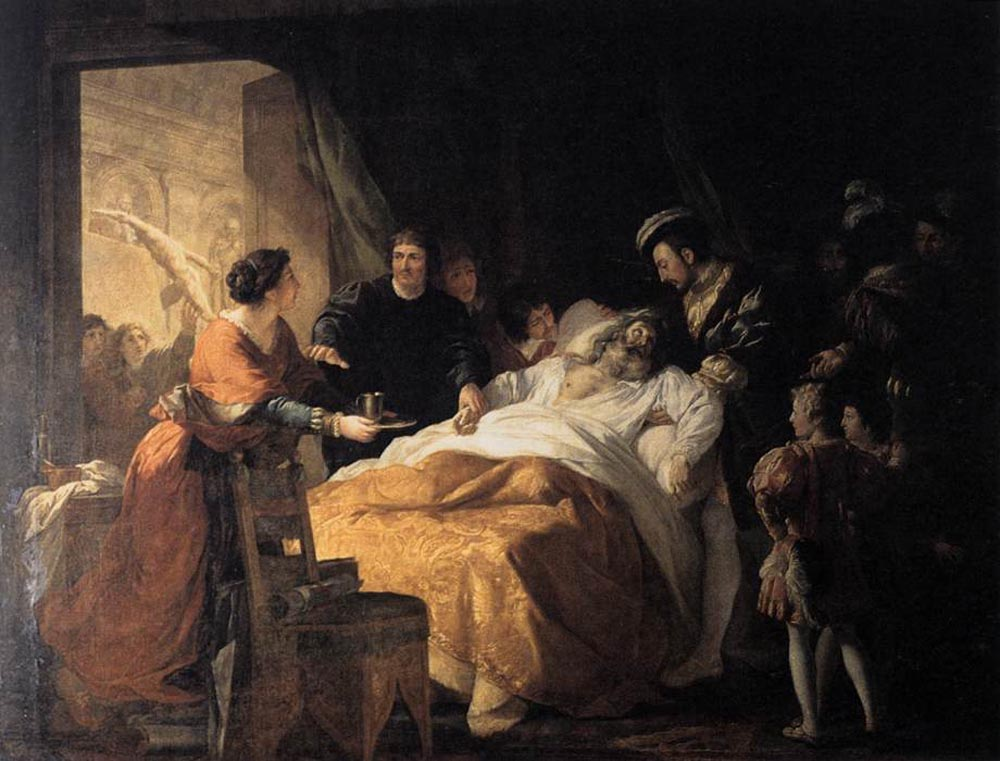
Retratado en el fondo a la izquierda en el cuadro La muerte de Leonardo da Vinci de Ménageot.
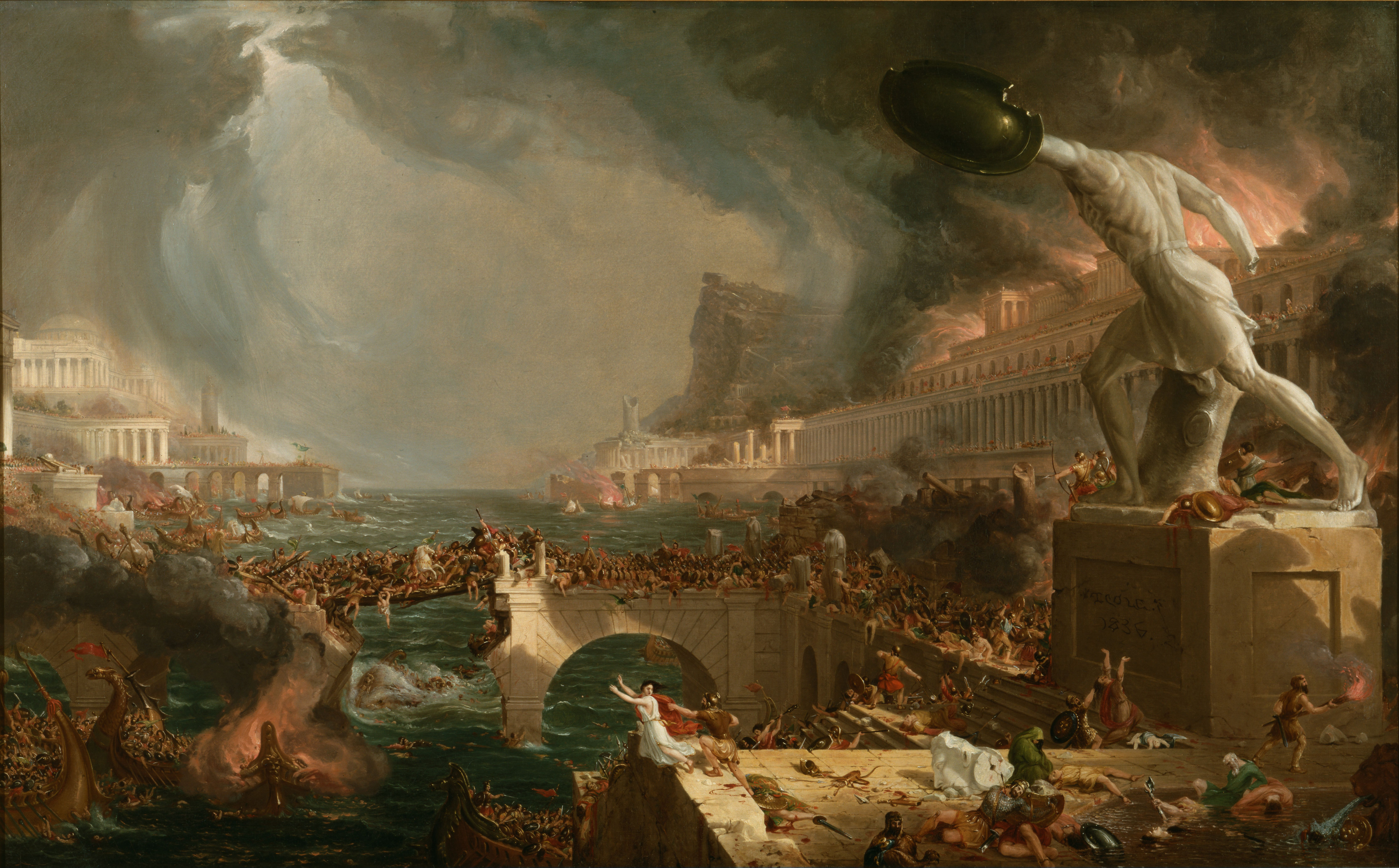
The Course of Empire Destruction 1836 óleo de Thomas Cole.